# Dodge 400
El Dodge 400 fue un automóvil estadounidense fabricado por Chrysler, el segundo K-car de la compañía en la década de 1980. Era similar al Chrysler LeBaron de esa misma época. El 400 fue introducido para el año 1982 hasta 1983 ya que tan solo dos años después pasó a denominarse Dodge 600.

## 1982
El 400 fue planeado para ser una versión más lujosa del Aries. Estaba disponible en tres estilos de carrocería: dos puertas, cupé o convertible, y un sedán de cuatro puertas. 
Este fue primer descapotable Dodge desde el Challenger de 1971 y el primer convertible de fabricación nacional desde 1976, cuando Cadillac había eliminado el convertible El Dorado. 
El presidente de Chrysler Lee Iacocca creía que podía revivir el interés por los convertibles, que en el momento ya no eran parte de la gama de casi ningún fabricante importante. 
El 400 estaba disponible en dos niveles de equipamiento: base y LS. Las opciones de motores se limitaban a un motor 2.2 L I4 o bien uno opcional de Mitsubishi 2.6 L "silent shaft" de 4 cilindros. El convertible montaba el motor Mitsubishi. 
En 1982 se fabricó un total de 31 449 de estos vehículos.

## 1983
No hubo cambios importantes. Las cifras de producción para el año 1983 fueron 25 952 vehículos. 
Durante 1983, el sedán 400 fue reemplazado por el Dodge 600. Los cupés y convertibles fueron rebautizados como Dodge 600 en el año 1984.